# Muối kiến
Muối kiến là một món ăn độc đáo của người dân tộc thiểu số vùng Tây Nguyên. Nguyên liệu chính của món muối kiến là: hàng ngàn con kiến (được bắt từ những thân cây trong rừng), lá é (một loại thảo mộc có hương thơm đặc trưng), ớt (được giã nát), muối hạt, gia vị,...
Đặc biệt, Muối kiến sẽ hấp dẫn hơn khi ăn kèm với các món nướng (thịt, cá,...)